# یاواراته
یاواراته (انگلیسی: Yavaraté) یک منطقهٔ مسکونی در کلمبیا است.